# Autavaux
Autavaux is een plaats en voormalige gemeente in het district Broye van het kanton Fribourg in Zwitserland. Op 1 januari 2016 fuseerde de gemeente met Forel en Montbrelloz tot de gemeente Verney, die op 1 januari 2017 opging in de huidige gemeente Estavayer.

## Geografie
Autavaux ligt ongeveer 5 km van Estavayer-le-Lac verwijderd en bevindt zich in een exclave van het kanton. De plaats ligt aan het meer van Neuchâtel. De oppervlakte van de gemeente is 1,42 km².
- hoogste punt: 493 m
- laagste punt: 429 m

## Bevolking
Het dorp telt 208 inwoners (2003). De mensen spreken hoofdzakelijk Frans. 75 % van de bevolking is rooms-katholiek en ongeveer 20 % is protestant.

## Economie
Ongeveer 50 % werken in de landbouwsector, 30 % in de dienstverlening en 20 % in de industrie.

## Geschiedenis
Autavaux werd in 1350 voor de eerste keer schriftelijk vermeld. Meerdere documenten uit 1383, 1442 en 1504 tonen aan dat de heren van het dorp tot de adellijke familie van Estavayer le Lac behoorden.